# Kote Cincadze
Kote Cincadze (gruz. კოტე ცინცაძე, ros. Котэ Цинцадзе, ur. 1887, zm. 8 grudnia 1930 w Krymskiej ASRR) – gruziński rewolucjonista, działacz bolszewicki, pierwszy szef Czeki Gruzji.

## Życiorys
W 1904 wstąpił do SDPRR i został bolszewikiem. Prowadził podziemną działalność komunistyczną na Zakaukaziu, biorąc udział w działaniach bojowych partii komunistycznej i akcjach ekspropracyjnych. Po rewolucji w Rosji, od stycznia do lutego 1919 był przewodniczącym tereckiej obwodowej Czeki, a także członkiem tereckiego obwodowego komitetu rewolucyjnego, oa grudnia 1920 do 1 marca 1921 ponownie pełnił funkcję szefa tereckiej obwodowej Czeki. Po radzieckim podboju Gruzji, od 6 kwietnia 1921 do listopada 1922 był przewodniczącym Czeki przy Radzie Komisarzy Ludowych Gruzińskiej SRR, jednocześnie wchodząc w skład KC Komunistycznej Partii (bolszewików) Gruzji (KP(b)G) i Centralnego Komitetu Wykonawczego (CIK) Gruzińskiej SRR. W 1922 wraz z innym członkami KC KP(b)G wystąpił przeciw Stalinowi i Ordżonikidzemu w sprawie dotyczącej autonomii Gruzji, od 1923 należał do Lewicowej Opozycji. W 1927 podczas rozprawy Stalina z Lewicową Opozycją został wykluczony z partii komunistycznej, następnie aresztowany i w 1928 skazany na zesłanie. Zmarł na gruźlicę na Krymie.